# Petit Astazou
Petit Astazou – szczyt w Pirenejach. Leży na granicy między Francją (departament Pireneje Wysokie) a Hiszpanią (Huesca). Należy do Pirenejów Centralnych.